# Kim Jung-eun (Schauspielerin)
Kim Jung-eun (* 4. März 1976 in Seoul) ist eine südkoreanische Schauspielerin. Von 2008 bis 2011 moderierte sie ihre Musik-Talk-Show Kim Jung-eun’s Chocolate (김정은의 초콜릿).
Im April 2016 heiratete sie.

## Filmografie

### Filme
- 1995: My Old Sweetheart (아찌아빠 Ajji Appa)
- 2002: Marrying the Mafia (가문의 영광 Gamun-ui Yeonggwang)
- 2002: Fun Movie (재밌는 영화 Jaemitneun Yeonghwa)
- 2002: Desire (욕망 Yongmang)
- 2003: Wonderful Days (원더풀 데이즈, Sprechrolle)
- 2003: Spring Breeze (불어라 봄바람 Bureora Bom Baram)
- 2003: Mr. Butterfly (나비 Nabi)
- 2004: How to Keep My Love (내 남자의 로맨스 Nae Namja-ui Romaenseu)
- 2005: Blossom Again (사랑니 Sarangni)
- 2006: Mission Sex Control (잘 살아보세 Jal Sarabose)
- 2008: Forever the Moment (우리 생애 최고의 순간 Uri Saengae Choego-ui Sungan)
- 2010: Le Grand Chef 2: Kimchi Battle (식객 2: 김치 전쟁 Sikgaek 2: Gimchi Jeonjaeng)
- 2013: Mr. Go (미스터 고)

### Fernsehserien (Auswahl)
- 1997: Star in My Heart (별은 내가슴에 Byeol-eun Nae Gaseum-e, MBC)
- 2000: All About Eve (이브의 모든것 Ibeu-ui Modeungeot, MBC)
- 2004: Lovers in Paris (파리의 연인, SBS)
- 2005: Princess Lulu (루루 공주 Ruru Gongju, SBS)
- 2006: Lovers (연인, SBS)
- 2008: On Air (온에어, SBS)
- 2010: I Am Legend (나는 전설이다 Naneun Jeonseorida, SBS)
- 2012: Hanbando (한반도, TV Chosun)
- 2012: Ohlala Couple (울랄라 부부 Ullalla Bubu, KBS2)